# Saraqusta

Mapa de Saraqusta
1. Mesquita Blanca (Aljama) / 2. La Zuda / 3. Porta d'Alcantara / 4. Porta de Toledo / 5. Porta Cinegia / 6. Porta de l'Alquibla (o de València) / 7. Porta de Sancho / 8. Porta d'El Portiello / 9. Porta de Baltax / 10. Porta de Las Santas Masas / 11. Porta de Tenerías / 12. Alchafaria (Alcassaba)
Medina de Saraqusta
Call
Barris moçàrabs
Ravals
Suc
Almussara

Saraqusta (àrab: سرقسطة, Saraqusṭa; hebreu: סרקסטא‎), també coneguda com al-Madina al-Baidà, literalment ‘la ciutat blanca’ en àrab, pel color dels seus edificis, era el nom de l'actual Saragossa durant el domini musulmà de la regió.

## Història

Màxima extensió de la Taifa de Saragossa, durant el regnat d'Al-Muqtadir. (1076)

La ciutat visigoda de Cesaracosta va ser conquerida per Tàriq ibn Ziyad i Musa ibn Nussayr l'any 714, i des d'aleshores va romandre sota el control del Califat de Còrdova. Més tard, entre 1018 i 1110 seria la capital de la Taifa de Saraqusta, un dels regnes musulmans independents més importants de la península Ibèrica.
Inicialment restà en mans dels tugíbides però el 1039 caigué en mans dels Banu Hud de l'emirat de Làrida. Pere el Gran va continuar l'expansió central i oriental del regne atacant la taifa de Saragossa i va posar setge a Saragossa el 1104. Amb aquesta conquestes es va consolidar la supremacia militar de les tropes cristianes sobre les musulmanes.
La taifa fou finalment conquerida l'any 1118 per Alfons I d'Aragó.

## La medina de Saraqusta

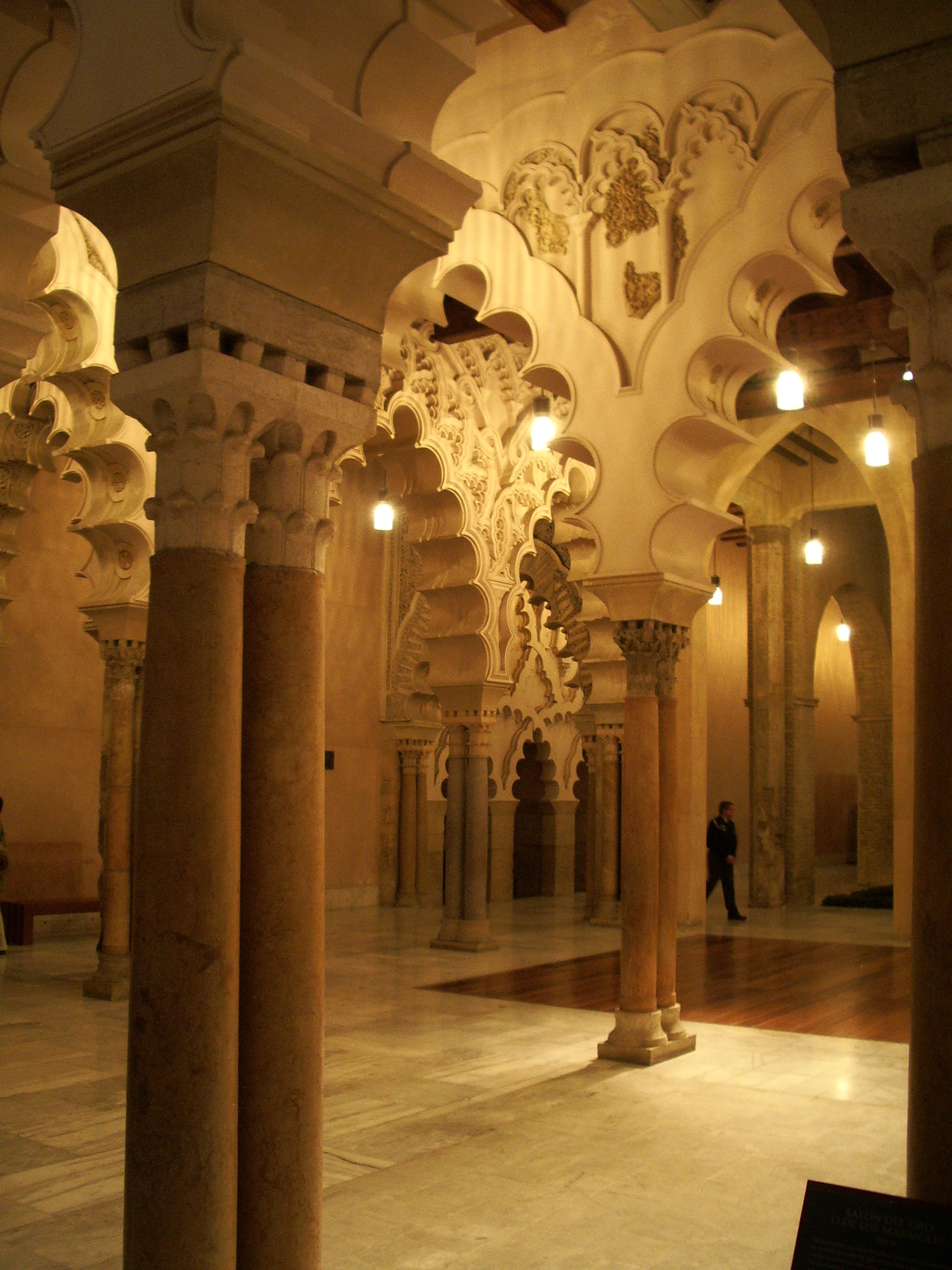
Vista nocturna de les estances del Palau de l'Aljaferia, el qual va ser bastit pel rei Ahmed I ibn Sulaiman al-Muktadir entre els anys 1065 i 1118

La part principal de Saraqusta, com en totes les ciutats musulmanes de l'edat mitjana, era la medina (de l'àrab madīna; a través de l'àrab hispà madína, ‘ciutat’), on es trobaven els edificis del govern i de l'administració de la ciutat. En Saraqusta, la medina estava a l'interior de les mateixes muralles de la ciutat romana de Caesaraugusta. A més, es va aprofitar l'estructura dels carrers romans; per això eren quadriculats i no petits i anàrquics com solien ser en altres poblacions d'origen musulmà.
A l'interior de la medina estaven les mesquites de la ciutat i, entre aquestes, hi havia la més important anomenada Mesquita Blanca, l'aljama o mesquita principal d'una població, situada al mateix lloc on actualment es troba la Catedral de Sant Salvador, que encara conserva a la seva torre part del minaret de l'antiga mesquita. Al voltant d'aquesta es trobava el soc principal de la ciutat.
Un altre edifici important de la medina era La Zuda, palau del governador de la ciutat de la qual només es conserva una torrassa.

### Els jueus i els mossàrabs
Els jueus i els mossàrabs, com en totes les ciutats medievals de la península Ibèrica, tenien els seus propis barris. Tant els jueus com els mossàrabs, en ser ciutadans lliures, tenien els seus barris situats en la medina, dins de la muralla principal.
El call (barri jueu), estava situat al voltant de la zona de l'actual San Miguel. D'altra banda, els barris mossàrabs estaven dividits entre les actuals zones de les basíliques de El Pilar (el més gran), i de Santa Engracia o de Las Santas Masas (situat fora de la ciutat).

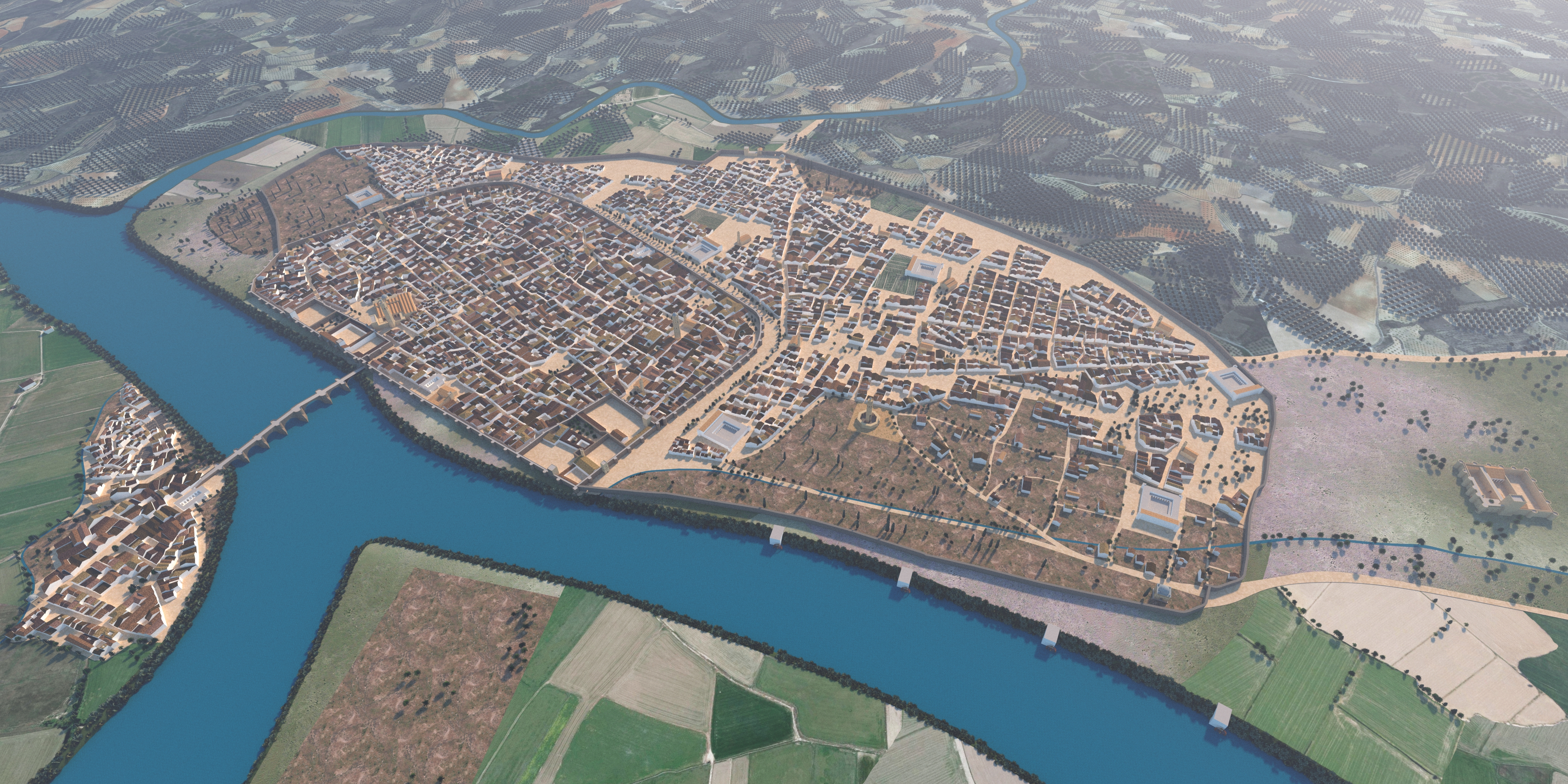
Saraqusta en 1118, vista des al-Jazira (l'illa), on Abd-ar-Rahmán an-Nasir va acampar a 935 per assetjar la ciutat.

## Els ravals i l'almussara

### Els ravals

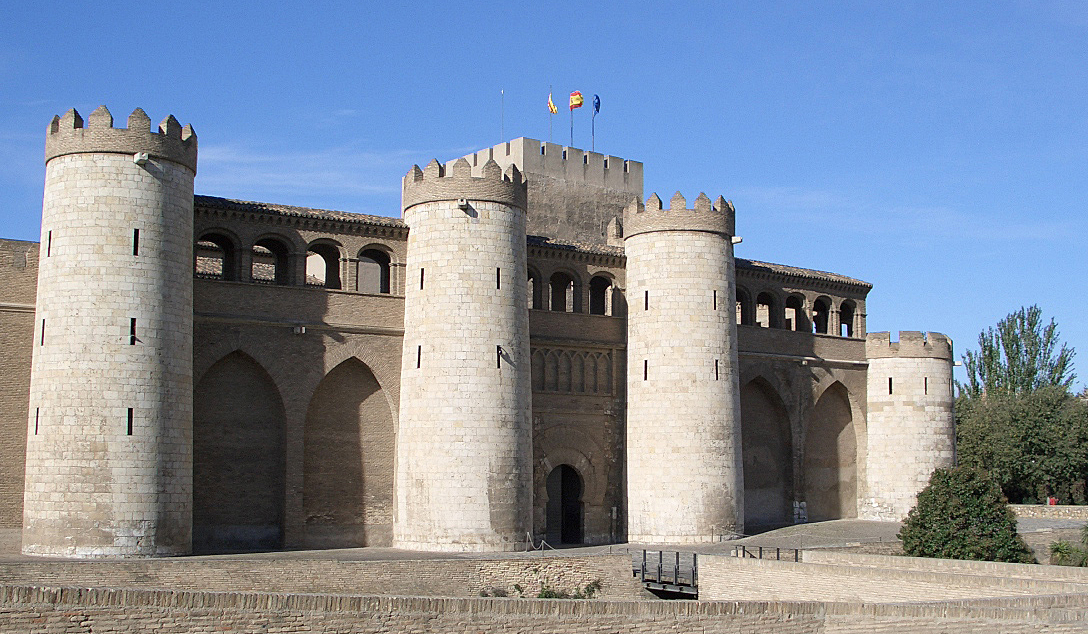
Façana del Palau de l'Aljaferia, en un dels ravals de Saraqusta

Una part important de les ciutats medievals eren els ravals (de l'àrab, rabaḍ), els barris situats a la rodalia de la ciutat, fora de la muralla. En Saraqusta estaven situats en les zones de l'actual barri de El Rabal, a l'altra riba de l'Ebre, i al voltant del Paseo de la Independencia.
Aquest últim raval estava situat al costat a la zona de la muralla de la porta Cinegia. Segons creuen antics escriptors, en aquest barri vivien els amazics, per això el nom de Cinegia en referència a una confederació amaziga (confederació sanhadja), però també podria provenir de l'antropònim llatí «Cinegia». El barri estava situat entre aquesta muralla que protegia la medina i una segona muralla, molt més exterior a la romana. També hi havia un soc en aquesta part de la ciutat.

### L'almussara i l'alcassaba

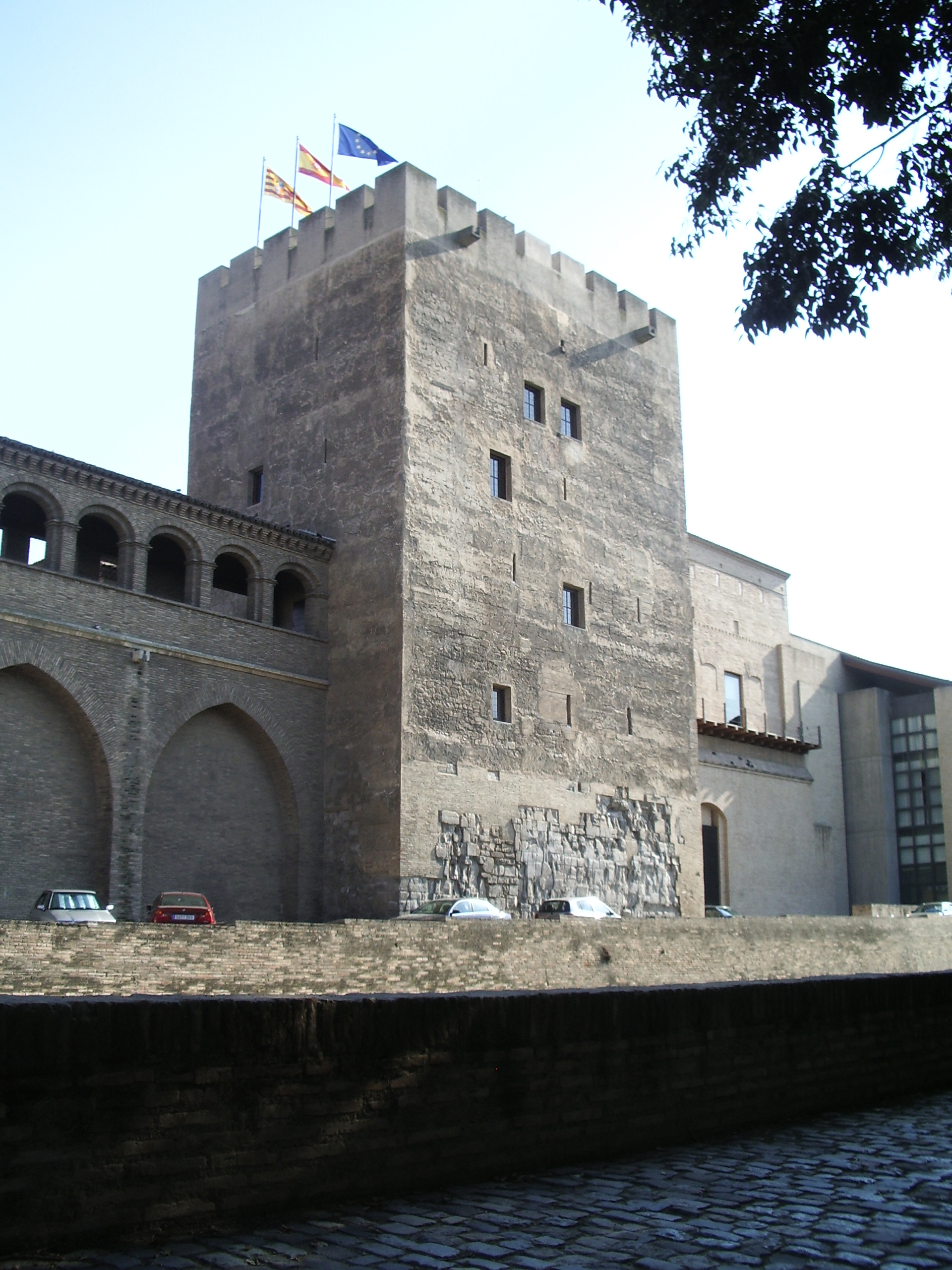
La Torre del Trobador, el nucli originari del Palau de l'Aljaferia

També en la part externa de la ciutat, al mateix lloc on està situat l'actual barri de La Almozara, estava situada l'almussara (de l'arab, al-musárat, que és la forma sustantiva, indicadora de lloc, del verb asára, «marxar», «dirigirse a»). En l'almussara es reunia la població d'una ciutat per fer tota mena de celebracions, com les desfilades militars o les oracions.
Al voltant de l'almussara estava l'alcassaba (de l'àrab القصبة, al-qaṣba; a través de l'àrab hispà alqaṣába, «ciutadella»), construïda pel rei Ahmed I ibn Sulaiman al-Muktadir al segle xi a partir de la talaia que existia des del segle ix (Torre del Trobador o Palau de l'Aljaferia), un edifici de defensa de la ciutat on es podia vigilar l'arribada de possibles enemics.

## Les fortificacions
La part principal de la ciutat, la medina, conservava les antigues muralles de Caesaraugusta. Les portes principals d'aquest anell interior eren:
- la Puerta de Alcántara (de l'àrab hispà alqánṭara, que prové de l'àrab clàssic qanṭara, ‘centre del cercle’[cal citació]) també coneguda com la Puerta del Puente, ja que sortia al pont del riu Ebre
- la Puerta de la Alquibla (de l'àrab hispànic alqíbla, que prové de l'àrab clàssic qiblah, «alquibla» o «direcció») o Puerta de Valencia, que era la que assenyalava la direcció cap a la Meca, a l'est de la ciutat
- la Puerta de Toledo, a l'oest
- la Puerta Cinegia, al sud, al mateix lloc on actualment es troba la Plaza de España.

El segon anell de muralla (o radam) va ser construït pels musulmans i envoltava la resta de la ciutat de Saraqusta. Les principals portes eren: 
- la Puerta de Sancho (en l'actual Plaza de Europa)
- la Puerta del Portiello
- la Puerta de Baltax (en el lloc de l'actual Puerta del Carmen)
- la Puerta de las Santas Masas
- la Puerta de las Tenerías.